# راسيل ويلكوكس
راسيل ويلكوكس (بالإنجليزية: Russ Wilcox)‏ (25 مارس 1964 في المملكة المتحدة - ) هو مدرب كرة قدم ولاعب كرة قدم بريطاني في مركز الدفاع. شارك مع منتخب إنجلترا لكرة القدم C ‏. أما مع النوادي، فقد لعب مع بريستون نورث إيند وسكونثورب يونايتد وكامبريدج يونايتد ونادي دونكاستر روفرز ونادي نورثامبتون تاون وهال سيتي وفريكلي أثلتيك ‏.

## وصلات خارجية
- راسيل ويلكوكس على موقع قاعدة بيانات كرة القدم.إي يو (الإنجليزية)
- راسيل ويلكوكس على موقع Soccerbase.com (لاعب) (الإنجليزية)